# Eddie Johnson (cestista 1955)
Edward Johnson jr., detto Eddie (Ocala, 24 febbraio 1955 – 26 ottobre 2020), è stato un cestista statunitense, professionista nella NBA.
Era il fratello di Frank Johnson.

## Carriera
Venne selezionato dagli Atlanta Hawks al terzo giro del Draft NBA 1977 (49ª scelta assoluta).

## Statistiche

### NBA

#### Regular Season
| Anno      | Squadra             | PG  | PT  | MP   | TC%  | 3P%  | TL%  | RP  | AP  | PRP | SP  | PP   |
| --------- | ------------------- | --- | --- | ---- | ---- | ---- | ---- | --- | --- | --- | --- | ---- |
| 1977-1978 | Atlanta Hawks       | 79  | -   | 23,7 | 48,4 | -    | 81,6 | 1,9 | 3,0 | 1,3 | 0,1 | 10,5 |
| 1978-1979 | Atlanta Hawks       | 78  | -   | 30,9 | 51,0 | -    | 83,2 | 2,2 | 4,6 | 1,6 | 0,1 | 16,0 |
| 1979-1980 | Atlanta Hawks       | 79  | -   | 33,2 | 48,7 | 38,5 | 82,8 | 2,5 | 4,7 | 1,5 | 0,3 | 18,5 |
| 1980-1981 | Atlanta Hawks       | 75  | -   | 35,9 | 50,4 | 30,0 | 78,4 | 2,4 | 5,4 | 1,7 | 0,1 | 19,1 |
| 1981-1982 | Atlanta Hawks       | 68  | 57  | 34,0 | 45,0 | 23,3 | 76,4 | 2,8 | 5,3 | 1,5 | 0,2 | 17,8 |
| 1982-1983 | Atlanta Hawks       | 61  | 57  | 29,7 | 45,3 | 34,1 | 78,5 | 2,0 | 5,2 | 1,0 | 0,1 | 16,0 |
| 1983-1984 | Atlanta Hawks       | 67  | 43  | 28,3 | 44,2 | 37,2 | 77,0 | 2,2 | 5,6 | 0,9 | 0,1 | 13,2 |
| 1984-1985 | Atlanta Hawks       | 73  | 66  | 32,4 | 47,9 | 30,6 | 79,8 | 2,6 | 7,8 | 0,6 | 0,1 | 16,3 |
| 1985-1986 | Atlanta Hawks       | 39  | 5   | 22,1 | 47,3 | 25,0 | 71,8 | 1,9 | 5,6 | 0,3 | 0,0 | 10,1 |
| 1985-1986 | Cleveland Cavaliers | 32  | 4   | 19,2 | 44,0 | 36,9 | 73,3 | 1,4 | 3,6 | 0,3 | 0,0 | 9,8  |
| 1986-1987 | Seattle S.Sonics    | 24  | 0   | 21,2 | 45,7 | 33,3 | 76,4 | 1,9 | 4,8 | 0,5 | 0,0 | 9,0  |
| Carriera  | Carriera            | 675 | 232 | 29,6 | 47,6 | -    | 79,1 | 2,3 | 5,1 | 1,1 | 0,1 | 15,1 |

#### Playoffs
| Anno     | Squadra          | PG | PT | MP   | TC%  | 3P%  | TL%  | RP  | AP  | PRP | SP  | PP   |
| -------- | ---------------- | -- | -- | ---- | ---- | ---- | ---- | --- | --- | --- | --- | ---- |
| 1978     | Atlanta Hawks    | 2  | -  | 32,0 | 63,2 | -    | 87,5 | 3,0 | 3,0 | 4,0 | 0,5 | 15,5 |
| 1979     | Atlanta Hawks    | 9  | -  | 29,1 | 50,8 | -    | 72,0 | 2,6 | 5,0 | 0,4 | 0,2 | 16,4 |
| 1980     | Atlanta Hawks    | 5  | -  | 37,6 | 51,4 | -    | 75,0 | 3,6 | 4,2 | 1,6 | 0,4 | 19,4 |
| 1982     | Atlanta Hawks    | 2  | -  | 33,5 | 34,6 | -    | 100  | 3,0 | 4,5 | 0,0 | 0,5 | 11,0 |
| 1984     | Atlanta Hawks    | 5  | -  | 24,6 | 35,2 | 16,7 | 68,2 | 1,8 | 4,8 | 1,2 | 0,0 | 10,8 |
| 1987     | Seattle S.Sonics | 14 | 0  | 12,9 | 53,4 | 40,0 | 86,7 | 1,0 | 3,2 | 0,4 | 0,0 | 6,4  |
| Carriera | Carriera         | 37 | 0  | 23,9 | 48,5 | -    | 77,8 | 2,1 | 4,1 | 0,8 | 0,2 | 11,9 |

## Palmarès
- 2 volte NBA All-Defensive Second Team (1979, 1980)
- 2 volte NBA All-Star (1980, 1981)
- CBA Newcomer of the Year (1987)
- All-CBA First Team (1987)